# マッチ

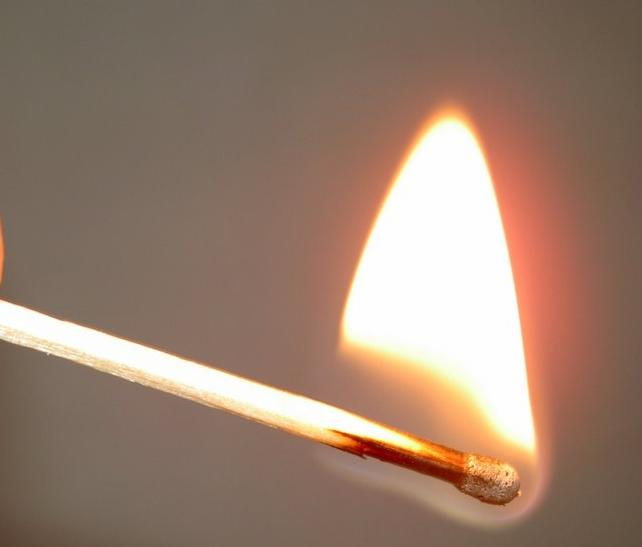
燃えるマッチ

マッチ（英: Match、燐寸）は細く短い軸の先端に、発火性のある混合物（頭薬）をつけた軸木（マッチ棒）と、側薬を塗付した側面とを摩擦させるなどして、発火させ、火を得るための道具。喫煙や料理などの火起こしに使われる。

## 概要

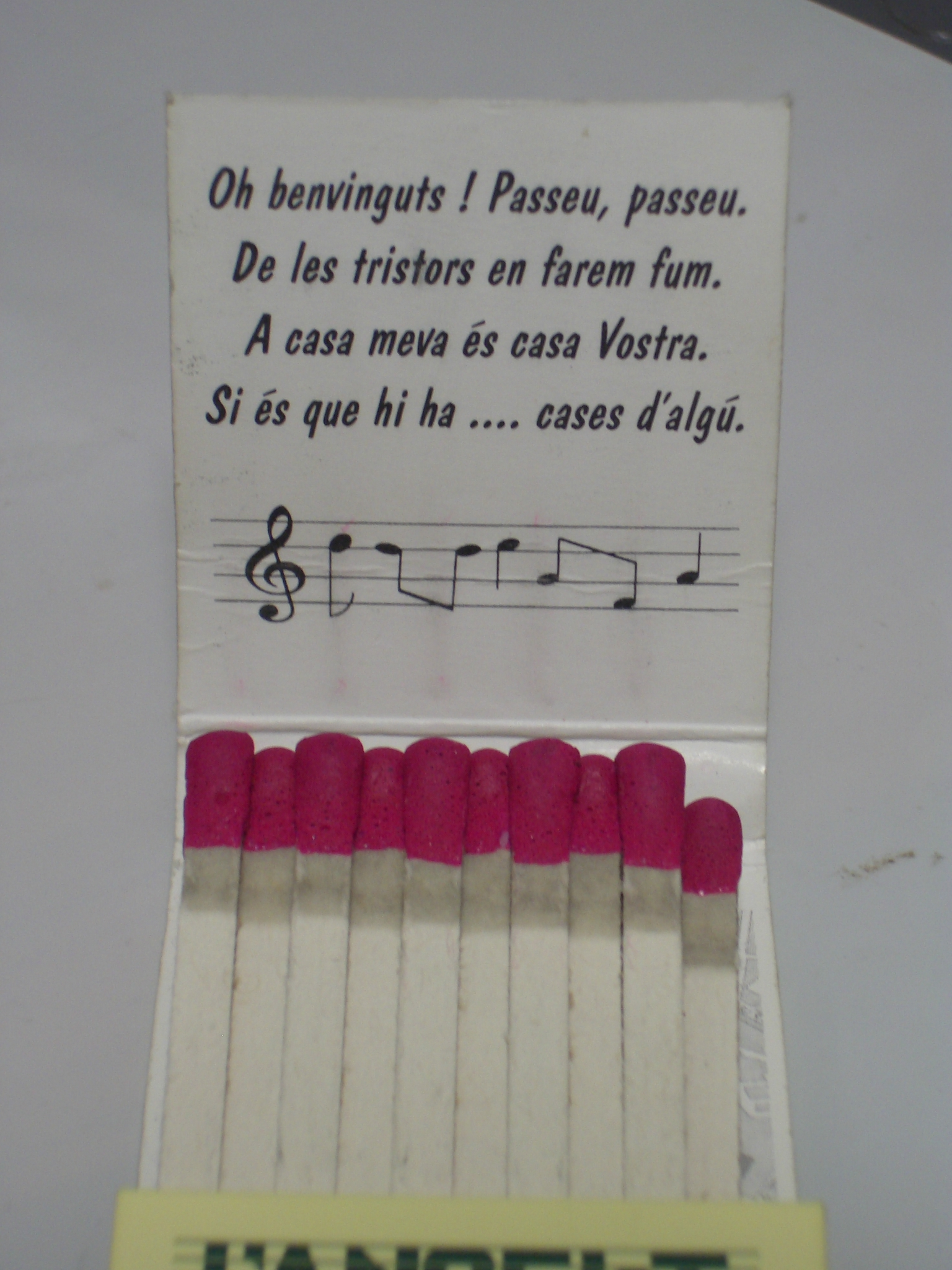
ブックマッチ（カタルーニャ語の歌付き）

木や紙などでできた細く短い軸の先端に、発火性のある混合物（頭薬）をつけた形状をしている。リン（燐）の燃えやすい性質を利用している。19世紀半ばには側面に赤燐を使用し、発火部の頭薬に塩素酸カリウムを用い、頭薬を側薬（横薬とも）にこすりつけないと発火しない安全マッチが登場した。
発火点は約150度。マッチは一度濡れると頭薬の塩素酸カリウムが溶け出てしまうために、それを乾かしたとしても使えなくなってしまう。そのため、防水マッチが考案されている。
日本で現在見られるマッチは通常、軸が木製で、箱（マッチ箱）に収められている製品が一般的である。軸木にはポプラ、シナノキ、サワグルミ、エゾマツ、トドマツなどが使われる。日本で現在製造されているマッチの軸木は殆どが中国やスウェーデンからの輸入品である。箱の大きさは携帯向けの小箱から、卓上用の大箱まで様々なものがある。軸が厚紙製で、本（ブック）の表紙のような紙で挟んだブックマッチ（英語名：matchbook）もあるが、日本国内での生産は兵庫県姫路市の日東社を最後に2022年7月21日で終了した。
古代から使われていた火打石や種火の保管などに比べて容易かつ安全に着火できるため、かつては広く用いられた。現在ではコンロやストーブなどの火を使う製品にはほぼ漏れなく点火装置が付くようになった。煙草の着火用としても使い捨てタイプを含むライターが普及したほか、喫煙率の低下と電子たばこへのシフトもあり、マッチの需要は大きく減少した（パイプ用マッチなどを除く）。このためマッチ業界は、アロマキャンドル用や災害に備えた缶入りのマッチや、マッチ技術を転用した着火具不要の棒香などを開発している。
仏壇のある家庭での蝋燭の着火用や、学校の理科の授業などでアルコールランプを点火するためにも用いられていたが、これらもより安全なライターへの置き換えが進んでいる。
かつては殆どの家にマッチがあったことから、大きさの比較対象として、マッチを被写体の横に並べて写真を撮影することは現在でも見られる。
マッチ箱自体に広告を印刷することが可能であるため、安価なライターが普及した現在でも、飲食店や宿泊施設等では自店の連絡先等を入れたマッチ（小箱のもの、またはブックマッチが多い）を、サービスで客に配ることが多い。このような様々なマッチ箱を収集の対象とする者もおり、日本の兵庫県神戸市にはマッチ箱を集めた私設の「たるみ燐寸博物館」が2015年に開設された。幕末明治から貿易港として発展した神戸の周辺にはマッチメーカーが集まり、業界団体である日本燐寸工業会も神戸市に所在する。

## 原料

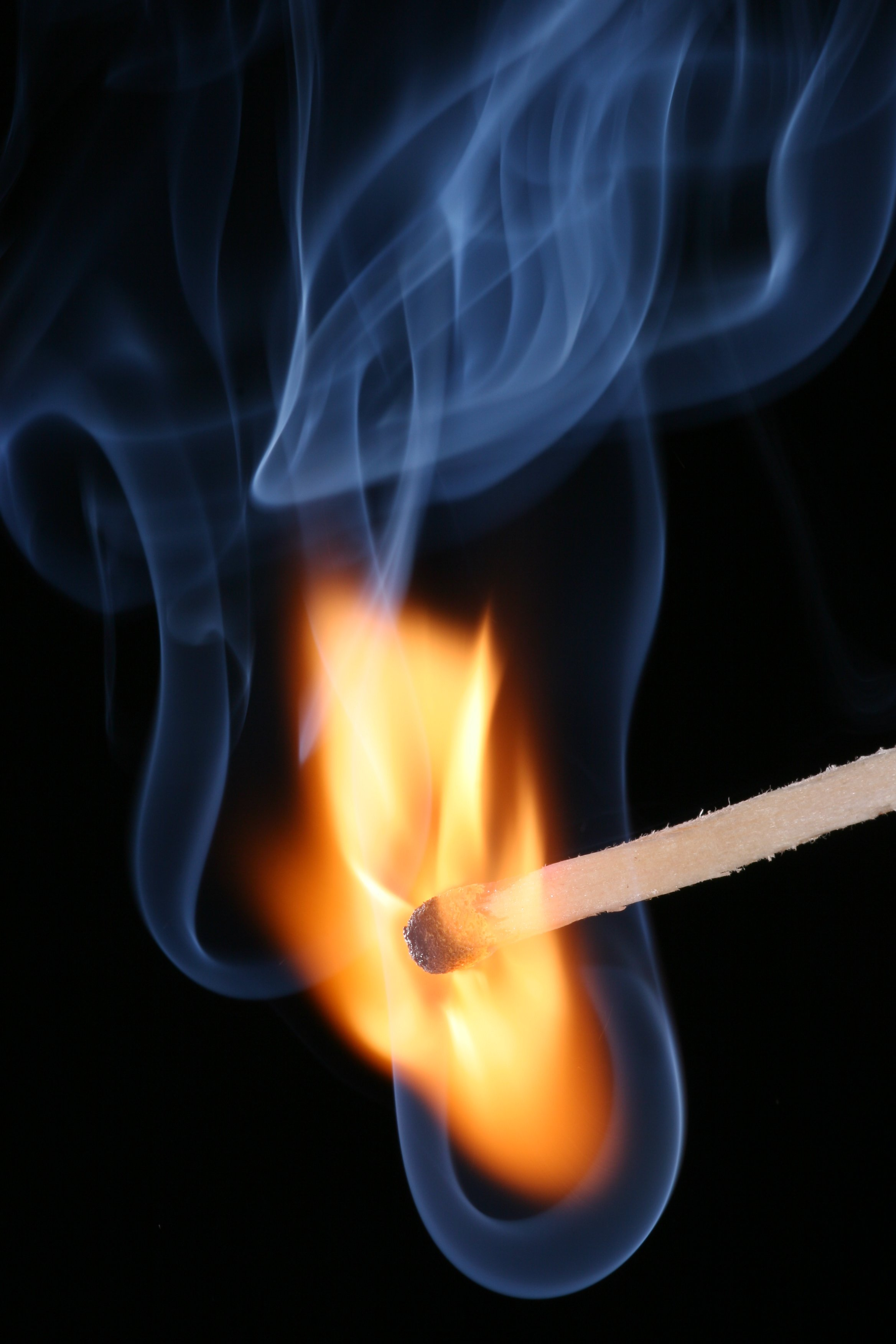
頭薬の燃焼

主な原料は頭薬・側薬になる薬品と、軸・箱になる木・紙である。
頭薬
塩素酸カリウム、硫黄、膠、ガラス粉、松脂（まつやに）、珪藻土、顔料・染料
しばしば頭薬にリンが使われているという表記が散見されるが、少なくとも20世紀半ば頃以降は軸部分にリンを用いていない。
側薬
赤燐（せきりん）、硫化アンチモン、塩化ビニルエマルジョン

## 歴史

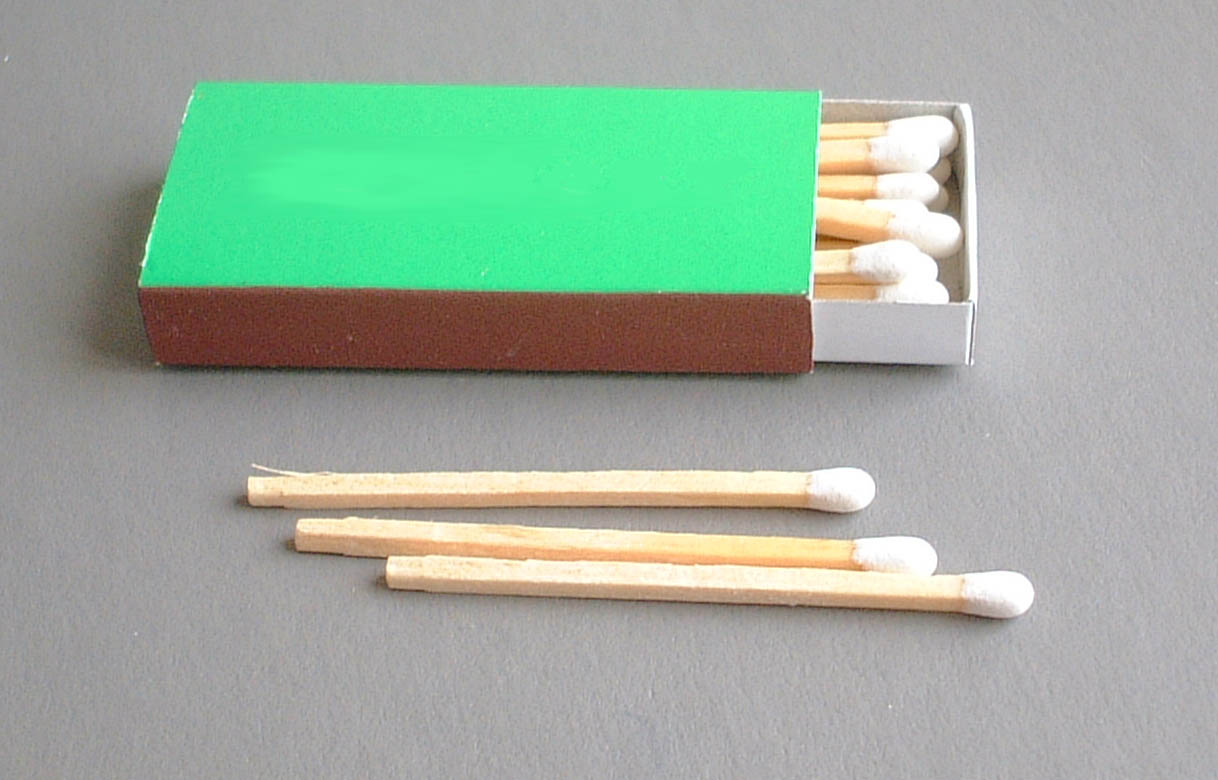
安全マッチ

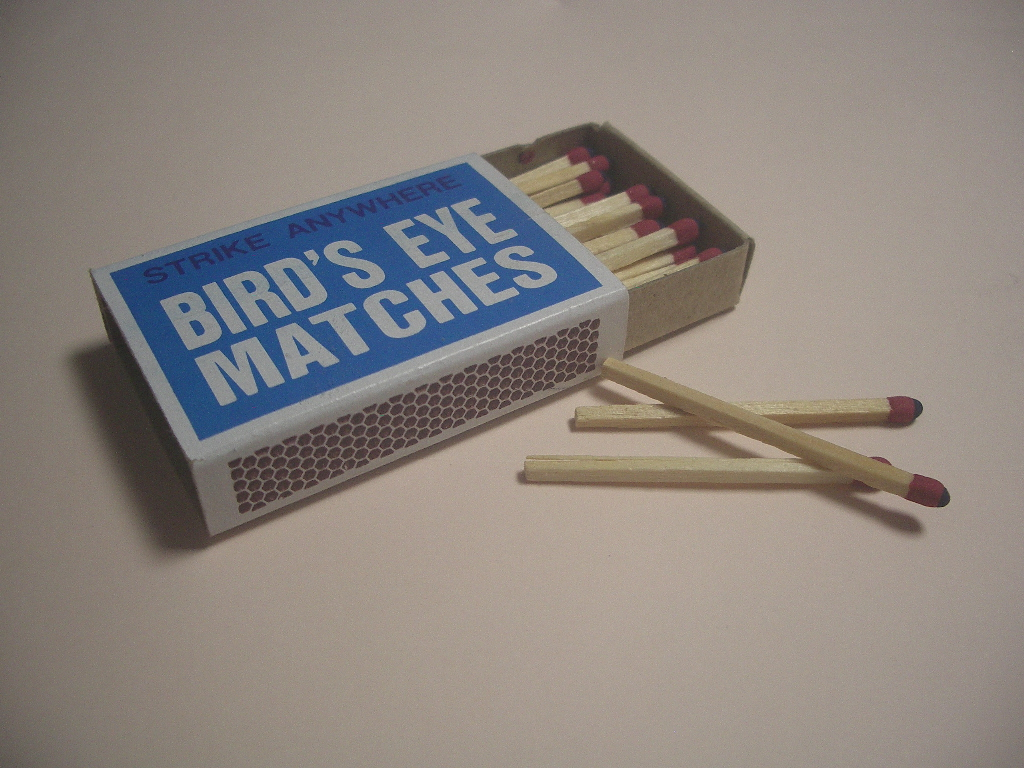
硫化燐マッチ

火は人間の生活に必要不可欠のものだが、木の摩擦熱や火打石による発火法は手間のかかる作業だった。圧気発火器が東南アジアからヨーロッパに伝わると若干手数は減ったがマッチと比較すると不便であった。
1827年にイギリスの化学者ジョン・ウォーカーが塩素酸カリウムと硫化アンチモンを頭薬とする摩擦マッチを考案し、のちに「ルシファーマッチ」の名前で販売された。形態的には現在のマッチとほぼ同じであったが、火の付きが悪かった。また、火のついた頭薬が落下する事故が起きるため、ルシファーマッチはドイツとフランスで販売禁止された。
このため、1830年に、フランスのソーリアが黄燐マッチを発明した。これは頭薬をどんなものにこすりつけても発火するため普及したが、その分、自然発火が起こりやすかった。また、黄燐がもつ毒性が問題となって、製造者の健康被害が社会問題化した。特に歯痛から自覚症状が始まり、歯茎や顎の痛みと共に化膿が進行し、最終的に下顎骨の壊死に至る白リン顎は、死に至る職業病として恐れられ、1888年にはイギリスの首都ロンドンで女工達による大規模ストライキ事件（マッチガールズ・ストライキ）が発生。1891年の救世軍による赤燐マッチ工場設立といった社会運動を誘発する事となった。そのため、19世紀後半に黄燐マッチは禁止されてゆき、1906年にスイスのベルンで黄燐の使用禁止に関する国際会議が開かれて、黄燐使用禁止の条約が採択され、欧米各国は批准した。しかし、マッチが有力輸出商品だった日本は加盟しなかった。これには輸出先の中華民国が黄燐マッチ使用禁止に反対をしていた事情がある（黄燐燐寸製造禁止法の制定後の1926年に日本は批准している）。
日本では、1875年（明治8年）に国産品の製造が始まった（1875年4月に清水誠が東京で製造販売を開始。新燧社の起源）。産業としての基盤を築いたのは1880年（明治13年）に阪神地区のマッチ製造工場が稼働したときに始まる。危険な黄燐を使い、不衛生な労働環境で、低賃金。しかも資本側も零細という産業だが、大陸向けに日本から輸出する点が有利な事に気づいた華僑がスラムの労働力を利用した。有名な呉錦堂もマッチ産業で財を築いた。
当時から命を縮めるとして一般からは嫌われたため、しばらくは監獄内で囚人の刑務作業により作られていた時期がある。結局、1921年（大正10年）になって日本は、4月11日黄燐燐寸製造禁止法を公布し、ようやく黄燐マッチの製造を禁止した。しかし、日本における黄燐による健康被害の実態については、不透明な部分が多い。
その後、赤燐を頭薬に使用し、マッチ箱側面にヤスリ状の摩擦面をつけた赤燐マッチが登場。19世紀半ばには側面に赤燐を使用し、発火部の頭薬に塩素酸カリウムを用い、頭薬を側薬（横薬とも）にこすりつけないと発火しない安全マッチが登場した。アメリカでは黄燐マッチ禁止後も摩擦のみで発火するマッチの需要があり、安全マッチの頭薬の上に硫化リンを使った発火薬を塗った硫化燐マッチが今日でも用いられている。この硫化燐マッチは強く擦る必要があるので、軸木が安全マッチより太く長い物が用いられるのが大半である。
なお、硫化燐マッチは日本ではロウマッチという名でも知られるが、後述する防水マッチと混同しないように注意。名の由来は、どこですっても発火する黄燐マッチのマッチ棒に塗られた黄燐がロウと外見が似ていたことからであるとされ、黄燐マッチが製造禁止された後に発売された硫化燐マッチもその名で呼び続けられたとされる。なお、諸外国ではS.A.W. （STRIKE ANYWHERE MATCHES、和訳：どこで擦っても火がつくマッチ）や、頭薬の先端部に白色の硫化燐を目玉状に塗布されている外見から、バードアイマッチという名で知られている。
1940年（昭和15年）、日中戦争が激化して戦時色が強くなった日本では六大都市において物資の配給制度が始まり、マッチも砂糖などとともに対象となった。一か月の配給量は家族の人数で細分化されており、上限は10人以上の世帯で徳用大型一箱（2300本入り）が29銭、下限は5人以下の世帯で並型一包（700本）が10銭または20銭となっていた。
戦後、火がつかない不良品が市中に大量に流通。1948年（昭和23年）9月には、主婦連合会メンバーにより「不良マッチ退治大会」が開催されると、マッチの自由販売が認められた。その後もマッチは生活必需品として重要視されたが、エネルギー革命に伴い家庭内から薪や木炭が消え、タバコ用のライターも普及すると徐々にその役割も低下。
1960年（昭和35年）、マッチは消費者物価指数の対象品目から除外された。

## マッチ工業

### 特徴
マッチ製造の特徴は、製造工程の大部分が軽作業の手作業で可能で、必ずしも機械や大型設備を必要としないところにある。早くも19世紀後半に各工程の製造機械が発明され、完成度の高いものに結実したが、その普及は各国の賃金、政策、世論等の要因に左右された。19世紀から21世紀の現在に至るまで、手作業による製造と機械による製造が並行している。大規模・一貫工程の工場は機械を多用し、労働集約的なところはほとんどない。その対極が家内工業や内職だが、零細企業で生産が完結するのでなく、中規模の工場で中心工程を行い、手作業を低賃金の下請け、内職として出したり、工場内の低賃金部門にする形態が多い。
歴史的には、そして国によっては現在でも、女性労働・児童労働の比重が高い分野である。薬品を作って軸木に付けるのが中心工程で、男性が比較的高い賃金で行なうことが多い。軸並べと箱詰めは特別な訓練なしに始められる仕事で、低賃金・一時雇用の女性・児童が数多く雇われた。紙箱作りは貧しい家庭の内職で、ここでも女性と子供が働いた。

### スウェーデン
スウェーデンはマッチに適した軟かいアスペン材を産する19世紀からのマッチ生産大国である。19世紀まで、スウェーデンのマッチ工業の従事者の過半数は女性であり、児童労働が多く用いられていた。家内工業の比率が高く、箱の製作は内職に依存した。しかしスウェーデンは自国の工作機械工業に支えられた諸発明によって早くも1860年代から作業の機械化を進め、1892年には軸木から箱詰めまで一貫生産する連結式機械が登場した。児童労働は法規制により19世紀後半に抑制され、20世紀初めに家内工業的生産が衰退した。機械化に歩調をあわせてイーヴァル・クルーガーの手による企業の合同が進み、1917年に巨大なスウェーデン・マッチ（Svenska Tändsticka AB）社が誕生した。

### 日本
日本では、当初小箱一個が米4升と見合う高価な輸入品であった。1875年（明治8年）4月、フランスに学んだ金沢藩士の清水誠が、マッチ国産製造の提案者であり後援者でもある吉井友実の三田別邸に構えた仮工場でマッチの製造を開始、大きな成功を収めた。その後本所に新設した工場で本格的に生産を開始した（その跡地にできた東京都立両国高等学校の敷地内に、1986年に建立された「国産マッチ発祥の地」の記念碑がある。）。
神戸では1877年に堀某がマッチ製造を始めたのを皮切りに、1880年に瀧川辨三（東洋燐寸）や播磨幸七（播磨燐寸）が、1887年に直木政之介（日本燐寸）が開業するなど、多数のマッチ製造所が相次いで創業した。19世紀末から神戸を中心にした兵庫県と大阪がある大阪府の生産が他地方を圧した。マッチは当時の日本が輸出競争力を持つ数少ない工業製品で、1880年代から中国やインドをはじめとするアジア地域に輸出された。最盛期である20世紀初めには、スウェーデン、アメリカ合衆国と並び世界三大生産国となった。このときは生産量の約80パーセントが輸出に回された。日本では家内制手工業での生産が中心であったが、原料の一つである硫黄が大量安価に手に入ったので価格競争力があった。軸木は北海道で製造し、これら原料が大都市に送られ、都市下層民の低賃金でマッチになった。マッチ工場の雇用と内職は大阪・神戸で貧民の生活を向上させたが、その反面、マッチ工業は児童労働の集中業種でもあった。当時のマッチ箱は経木を組み合わせるものであり、箱作り（箱張り）はもっぱら貧民家庭の内職に出された。
20世紀に入ってしばらくすると、スウェーデンのマッチ製造会社が進出してきたため、零細企業が次々と廃業した。1916年（大正5年）施行の工場法により12歳未満の児童労働が禁止され、徐々に機械の導入も進んだが、日本では工場・内職ともに低賃金女子労働力に頼る工程が長く残った。1920年代には企業統合が進展するとともに、兵庫県西部（姫路を中心にした播磨地方）に移転した。昭和になると、スウェーデン燐寸が主導する企業の再編が進み、一時的に日本の生産量の70パーセントはスウェーデンの影響下の会社が製造するものとなった。しかし1932年にスウェーデン燐寸の総帥イーヴァル・クルーガーが死去すると本国からの投資が滞るようになり、再び国内の企業による企業の再編が進んだ。
本格的・全面的な機械化は20世紀後半に進み、昭和40年代にマッチ箱が経木製から紙製になると箱張り内職は跡を絶った。ライターなどの普及、喫煙者の減少によりマッチ生産は減少傾向にある。現在では姫路市に本社を置く日東社が国産シェアの7割を製造している。主な、販売会社（ブランド）として以下が挙げられる。
- 日東社（時計印、桃印、燕印、象印、馬首印、パイプ印、旭馬印）[注釈 2]
- 第一燐寸工業[28]（ABC印、人形印、ＯＫ印、キリン印）
- 中外燐寸社[29]（太鼓獅子、サンキュー”999”、ヒフミ”123”、鎖虎、三太鼓、ひまわり）[注釈 3]
- 神戸マッチ[30]（パパヤ印”888”、日の丸扇、ハープツバメ）
- ナカムラ[31]（ピース印）
- 大和産業[32]（鶴丸、うきわかもめ）
- ヤカグループ[33]（マルニホン、当矢）
- ハリマ[34]（星馬、鶴盃、鈴鶴）
- 田中燐寸[35]（鈴猫印）
- マテラル（雪印）[注釈 4]

- 白東燐寸製造所（いろは印）
- 東亞（旧:東亞マッチ）（リボン印、タイガー印、ひよこ印）

清谷燐寸製造所や西山燐寸などと、OEMを主にするメーカーも多々存在する。また、「一般社団法人 日本燐寸工業会」が存在する。

## 特殊な「マッチ」
サバイバルキットや救命ボートに備えているマッチには防水マッチが使われることがある。これは頭薬部分に蝋を塗って撥水効果をもたせたものである。また、嵐の中など過酷な状況でも確実に着火させるため、頭薬を多く（長く）使用しているものもある。
ストロンチウム・バリウム・銅などの塩を頭薬に配合し、炎が炎色反応を起こして着色するマッチがある。これはベンガルマッチ、着色マッチなどとよばれる。
アウトドア用品では、ファイアスターター、あるいはメタルマッチと呼ばれる棒状もしくは板状のフェロセリウム合金がある。これは付属しているストライカーで火花を飛ばし点火するものだが、綿などの火口が必要となる。ナイフ等で合金部分を削って粉状にし、着火力を上げる事も可能ではあるが、合金だけでは一瞬派手に炎が上がって消え、着火剤にしかならない。現状で流通している商品の大半は合金本体とストライカーがセットになっており、特に意識すること無く利用可能だが一部合金だけの物もあり、ナイフをストライカーとして使用する。
フェロセリウム合金の燃焼温度は数千度にも達するため、降雨や湿気のある環境でも非常に容易に着火が可能なこと、繰り返し使用が可能なこと、メンテナンスフリー、なおかつ保存期間に事実上の制限が無いこともあり非常用やサバイバル用として利用されている。しかし、スムーズな着火には若干のコツが必要なため事前に練習したり用途を確認したりすることが望ましい（一部ではあるが、片手で棒を押しつけるだけで誰でも着火が可能、防水ケースが付いており、火口も同梱されているような高級品も存在する）。
また、オイルライターに似たオイルマッチがある。これは綿芯が仕込まれた金属棒(ストライカーを兼ねる)を本体横のフェロセリウム合金に擦り付けて発火させる。本体にはオイルを充填しておき、そこに金属棒を差し込むことで、綿芯にオイルが染み込む仕組みになっている。ちなみにパーマネントマッチやAQマッチ（AQは永久の語呂合わせ）とも呼ばれるが、オイルは消耗品であり、フェロセリウムや綿芯も消耗し交換が必要な場合もあるため、永久に使えるというわけではない。
メタルマッチ、オイルマッチ共に基本的に出荷段階ではフェロセリウム（フリント）の部分にコーティングが施されており、使用前にナイフや金属片などで火花が出ない程度に軽く擦り、コーティングを削る作業が必要（確実に、安全に作業を行いたい場合は目の細かいサンドペーパーが推奨される）。特にオイルマッチに関してはオイルの充填前にフリント部分のコーティングを剥がすことが必須となり、これを怠った場合はオイル漏れや怪我のみならず、思わぬ事故や最悪の場合は火災などの重大な事故に至る恐れがあり、また事例も存在する。オイルを含まないメタルマッチに関しても無理な力が掛かることによって破損や異常摩耗の原因となるため、使用前にコーティングを剥がす事が望ましい。コーティングを剥がした部分は放置することによって表面が酸化され、不動態皮膜が発生するため長期間保管していた場合などは使用前に軽く擦って被膜を剥がすことが推奨される。
このような製品については基本的に「ぶつかった、こすった」程度では着火せず、人の手によって意図的に着火を行わない限り、意図しない燃焼が発生する可能性は低い。

## 計量単位
以下を「1マッチトン」と表す。
- マッチ棒で30万～40万本。
- 並型マッチ(約40本入り)で、7,200箱。
- 家庭小型マッチ(約800本入り)で、500箱。
- 寸二型マッチ(平型：並型マッチの半分の厚みの箱)で、15,000箱。